# Шариповка (Башкортостан)
Шариповка (баш. Шәрип) — деревня в Благовещенском районе Башкортостана, относится к Изяковскому сельсовету.

## Население
| 2002 | 2009 | 2010 |
| ---- | ---- | ---- |
| 101  | ↘91  | ↗93  |

Согласно переписи 2002 года, преобладающая национальность — башкиры (79 %).

## История
Деревня Шариповка была основана в первой половине 1920-х годов башкирами-жителями Турбаслов. Свое название поселение получило по фамилии одного из первопоселенцев — Баймухамета Шарипова.
В 1926 году Шариповка входила в состав Старо-Турбаслинского сельсовета Степановской волости Уфимского кантона АБССР. На тот период в поселении насчитывалось 35 домохозяйств и 176 человек жителей.
С 1930-х годов и до конца советских времен деревня входила в состав Турбаслинского сельсовета. В эти годы в Шариповке был создан колхоз «Салават», в середине XX века деревня вошла в колхоз имени Ленина.
В наше время деревня относится к Изяковскому сельсовету, здесь проживают в основном башкиры и татары.

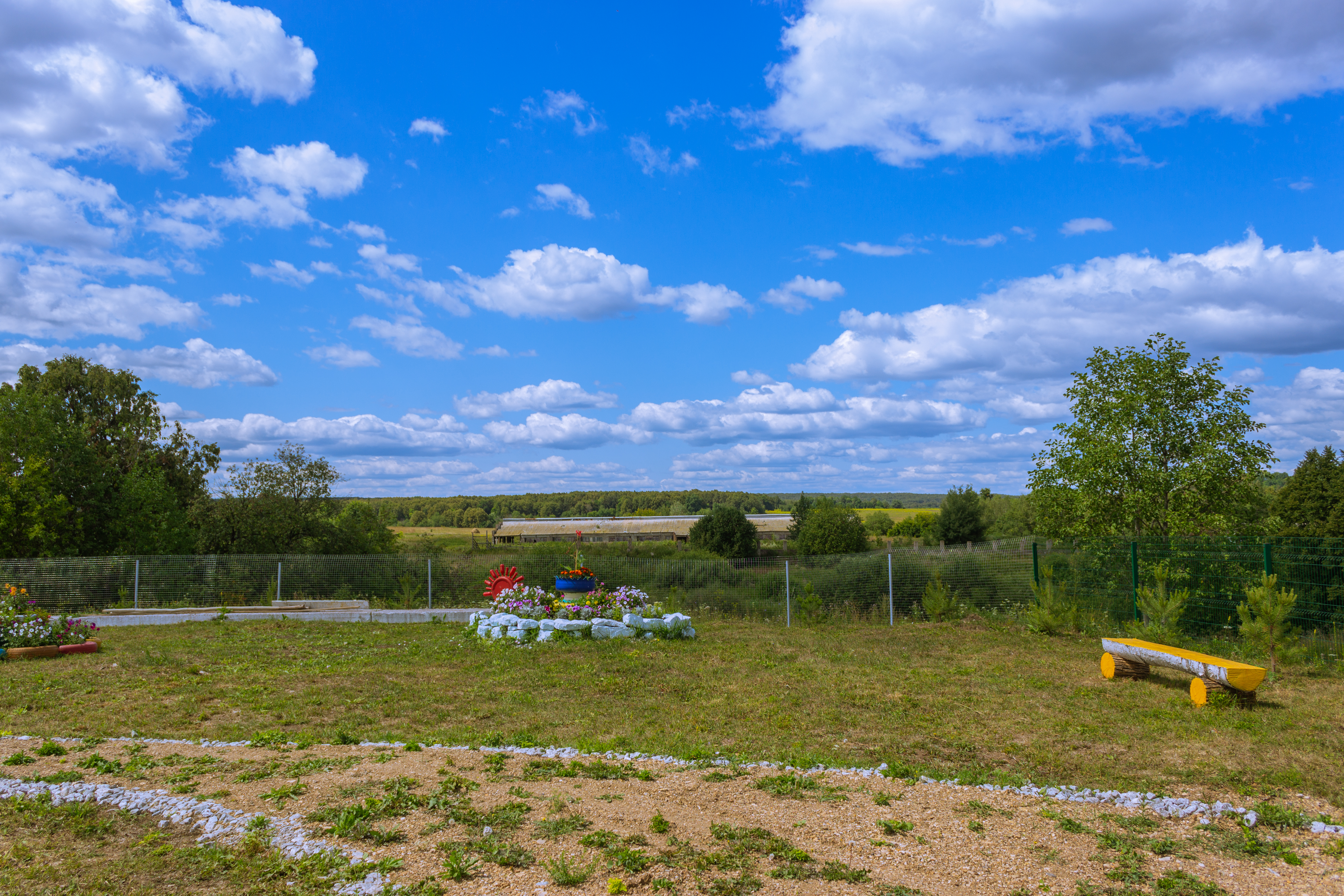
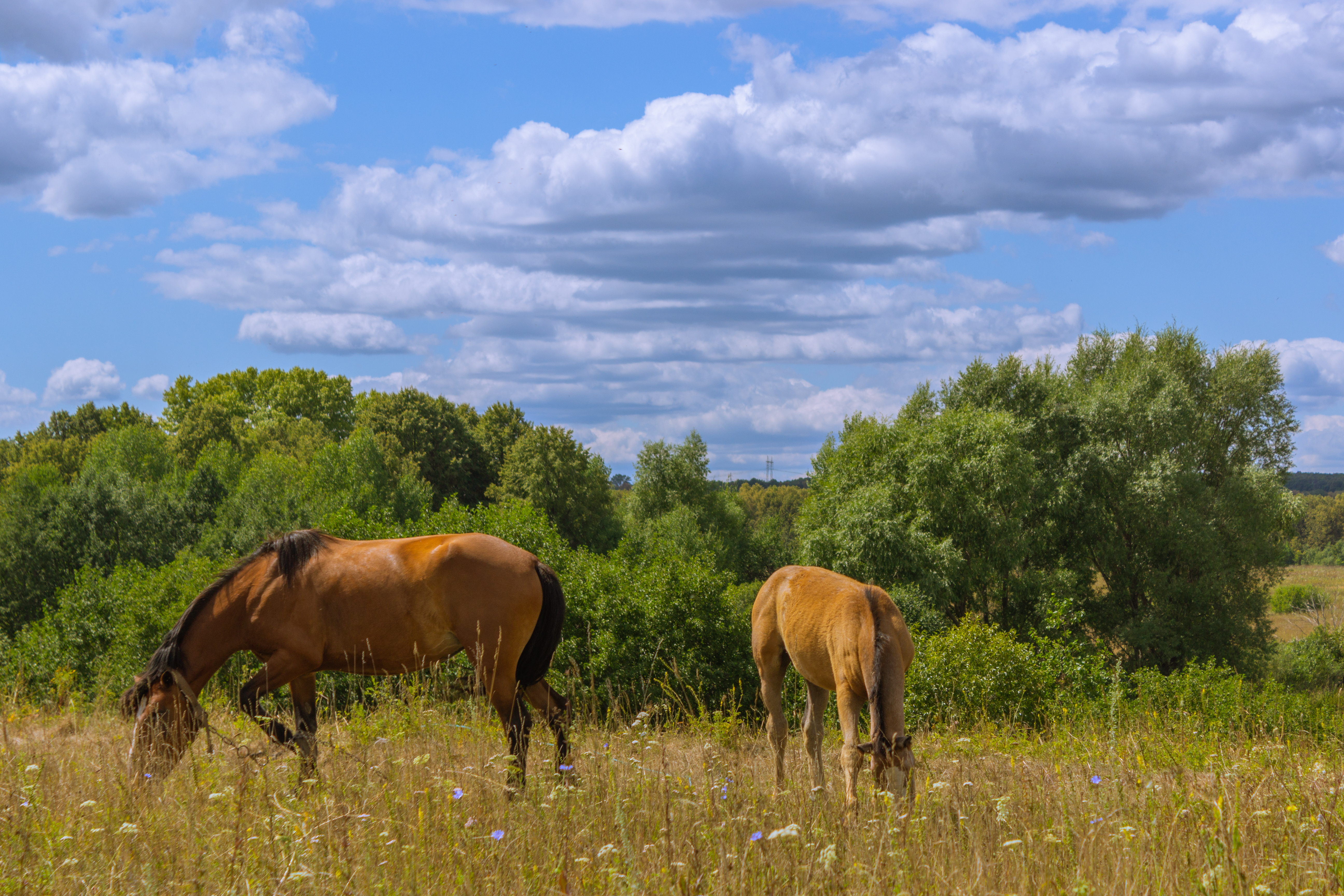
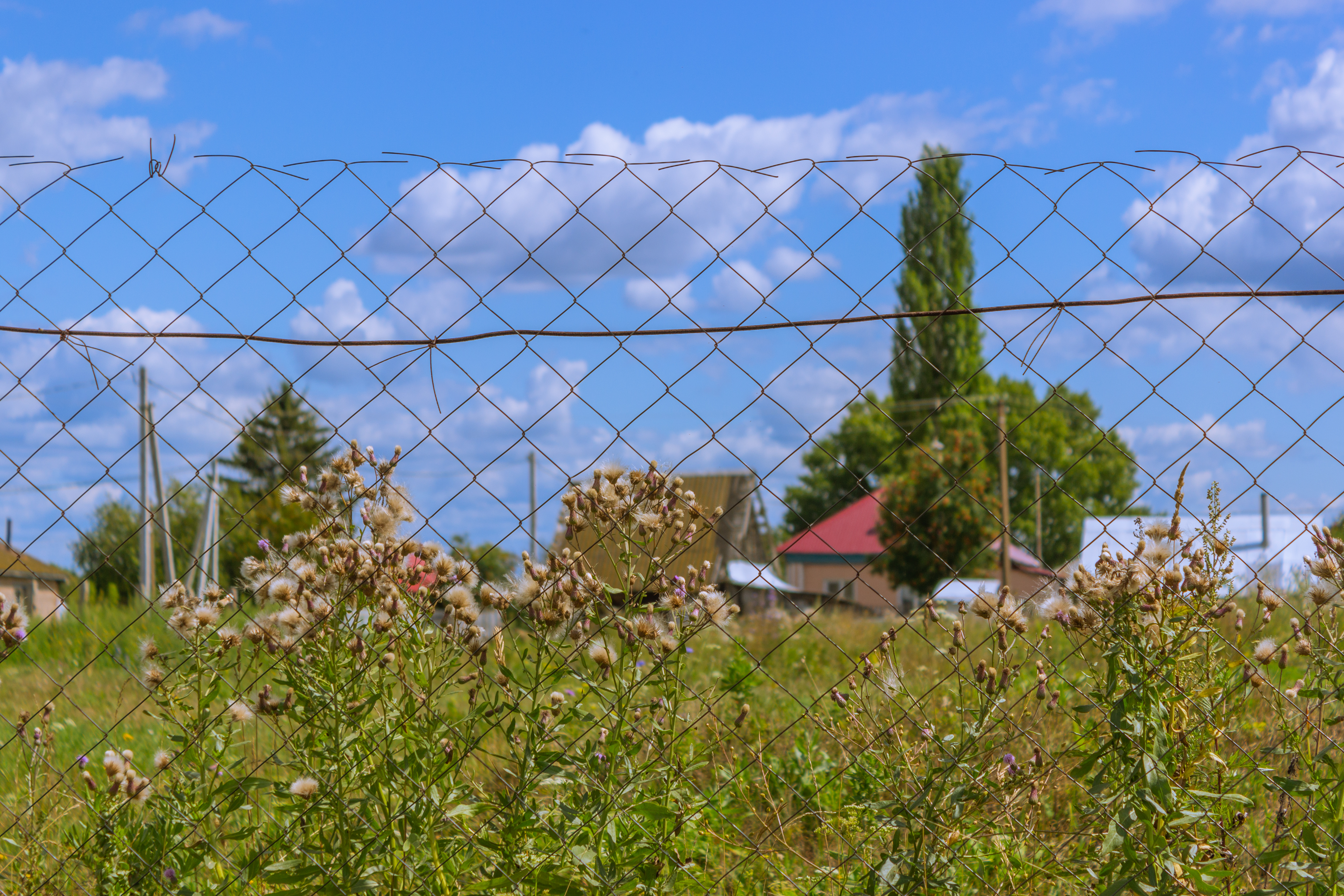
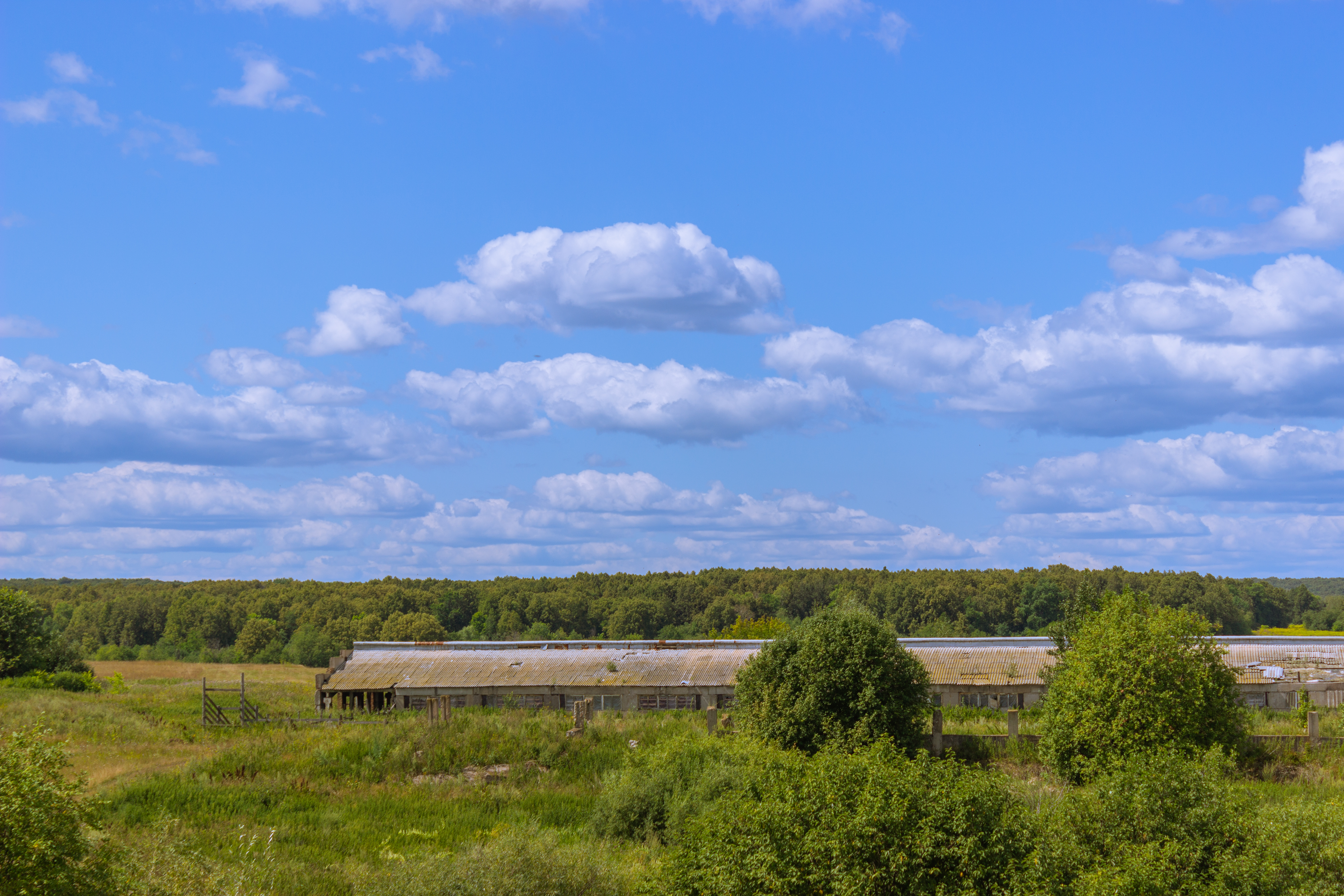
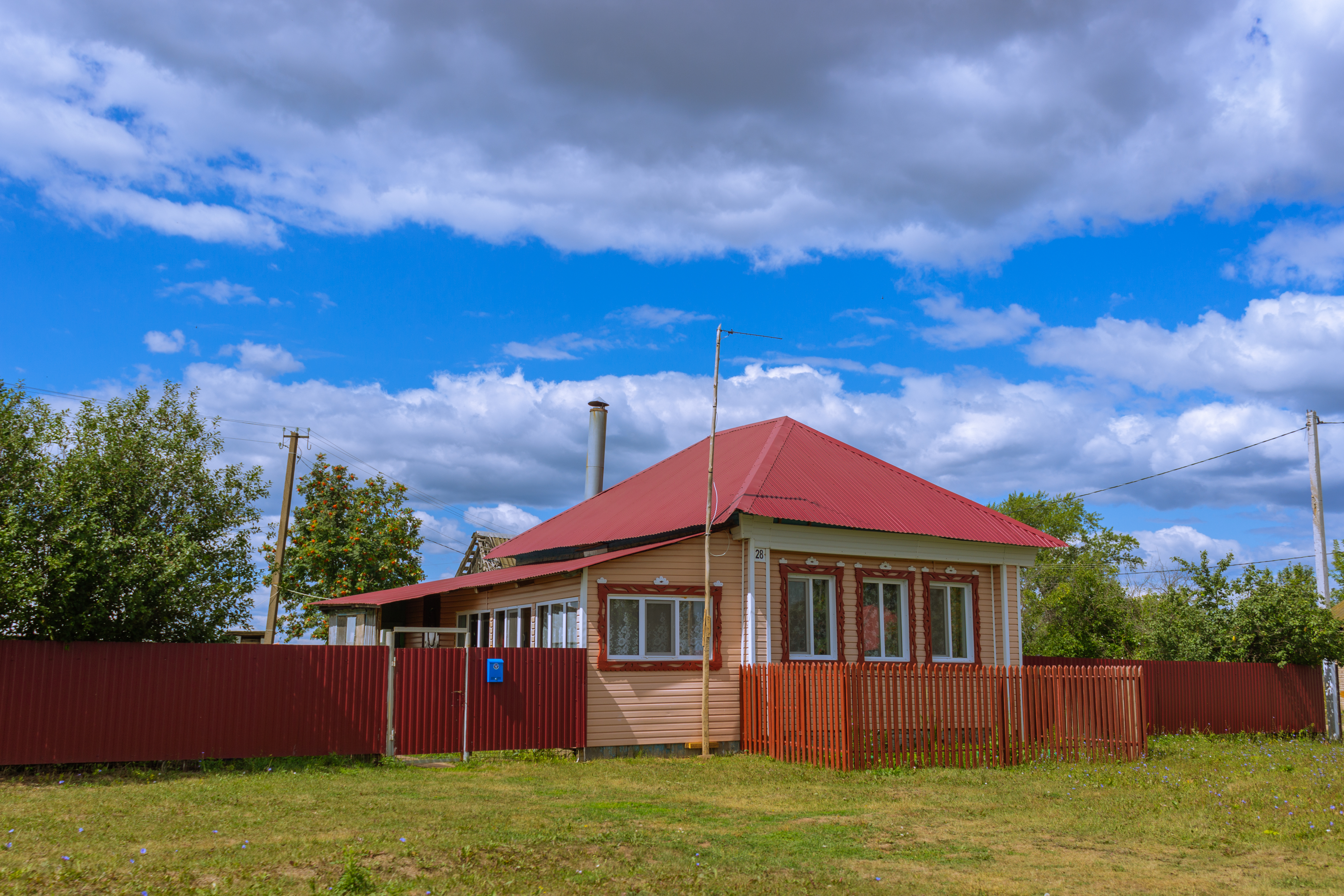
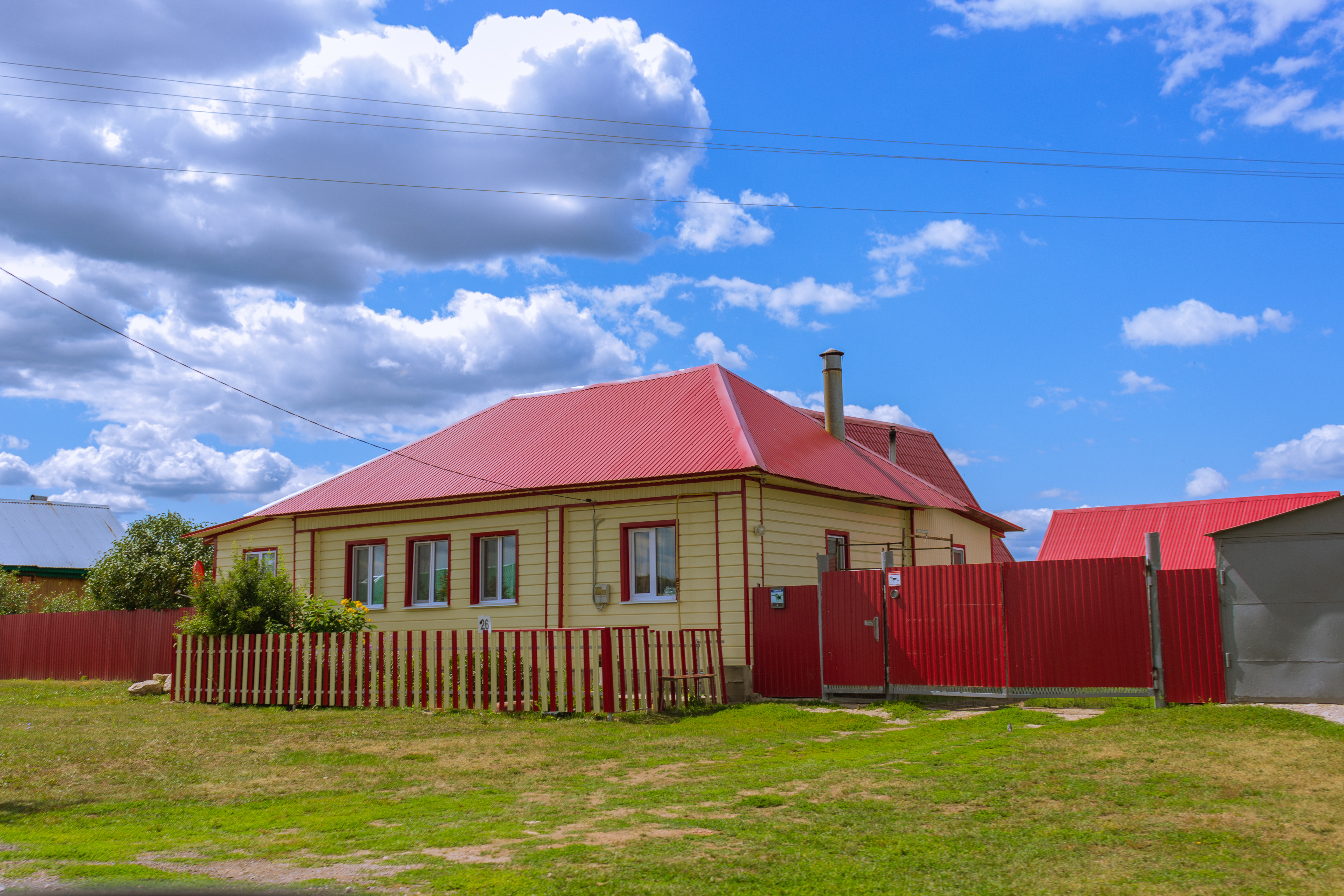
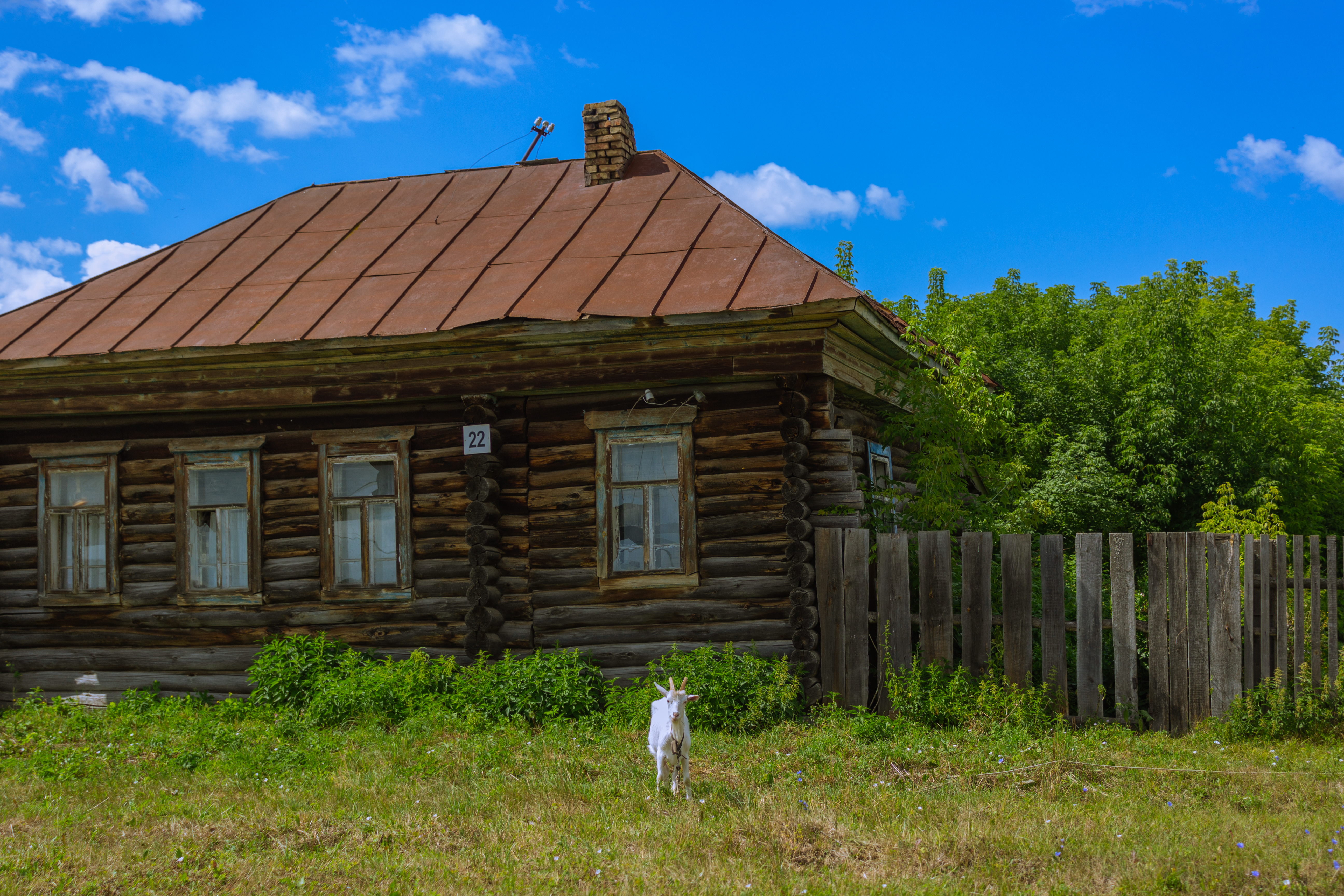
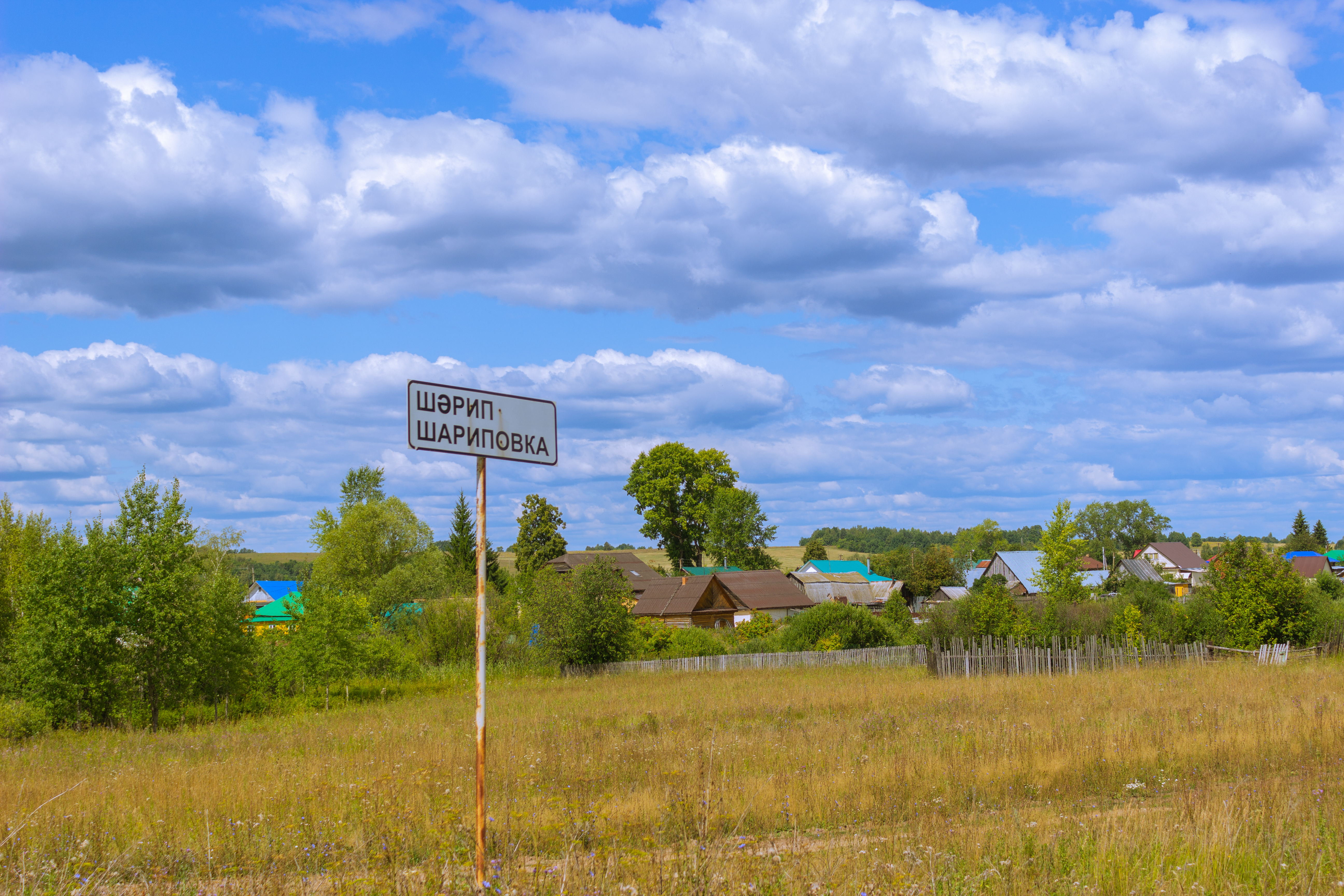

## Географическое положение
Расстояние до:
- районного центра (Благовещенск): 30 км,
- центра сельсовета (Верхний Изяк): 5 км,
- ближайшей ж/д станции (Загородная): 23 км.

## Известные уроженцы
- Сыртланов, Муллаяр Исламгареевич (1923—1944) — командир отделения 569-го стрелкового полка (161-я стрелковая дивизия, 40-я армия, Воронежский фронт), старший сержант, Герой Советского Союза. Главная улица в деревне несет его фамилию.